# Xanthosoma longilobum
Xanthosoma longilobum är en kallaväxtart som beskrevs av George Sydney Bunting. Xanthosoma longilobum ingår i släktet Xanthosoma och familjen kallaväxter. Inga underarter finns listade.